# Казалфиуманезе
Казалфиуманѐзе (на италиански: Casalfiumanese, на местен диалект Casêl Fiumanés, Казел Фиуманез) е малко градче и община в северна Италия, провинция Болоня, регион Емилия-Романя. Разположено е на 125 m надморска височина. Населението на общината е 3463 души (към 2010 г.).